# Stoszowice
Stoszowice (Duits: Peterwitz) is een dorp in de Poolse woiwodschap Neder-Silezië. De plaats maakt deel uit van de gemeente Stoszowice en telt 1100 inwoners.